# Peter Jessen (Mediziner)
Hans Peter Boje Jessen (* 5. März 1801 in Katharinenheerd; † 21. Maijul. / 2. Juni 1875greg. in Dorpat) war ein deutscher Tierarzt.

## Leben

### Herkunft und Familie
Peter Jessen war ein Sohn von Peter Jessen (* 26. März 1770 in Meldorf; † 15. Juli 1826 in Eichede) und dessen Ehefrau Henriette Dorothea Auguste, geborene Schumacher (* 16. April 1771 in Kiel; † 22. Dezember 1826 in Eichede). Der Vater war bis 1811 Pastor der St.-Katharinen-Kirche in Katharinenheerd als Pastor und wechselte danach nach Eichede. Der Großvater mütterlicherseits, Theodor Carl Andreas Schumacher, der mit Engel Lampe verheiratet gewesen war, arbeitete in Kiel als Perückenmacher.
Jessen hatte insgesamt drei Ehefrauen: Um 1827 heiratete er Louise Friederike Margarethe Berghofer (* 17. Juni 1809 in Itzehoe; † 27. November 1828 in St. Petersburg), deren Vater Itzehoer Bürger und Pächter des dortigen Rathauskellers war. Ein Sohn aus dieser Ehe war Ludwig Jessen (* 27. April 1828 in St. Petersburg; † 6. November 1888 ebenda). Dieser arbeitete zuletzt als leitender Beamter im Ministerium des Auswärtigen und Geheimer Rat und verfasste Gedichte unter dem Pseudonym „Ludwig v. Osten“.
Nach dem Tod seiner ersten Ehefrau heiratete Jessen am 26. April 1831 Caroline Wilhelmine Heyse, die vermutlich aus Oldenburg stammte und 1838 in St. Petersburg starb.
In dritter Ehe heiratete Jessen am 16. Mai 1858 in St. Petersburg Maria Amananda Berghofer, verwitwete Querfurth (* 9. Januar 1818 in Itzehoe), die eine Schwester seiner ersten Ehefrau war. Aus dieser Ehe stammte der Konteradmiral Karl Johann Peter Jessen, der an der Seeschlacht bei Tsushima teilnahm.
Weitere Kinder Jessens sind nicht dokumentiert.

### Werdegang
Jessen besuchte die Dorfschule in Katharinenheerd und erhielt danach Privatunterricht bei seinem Vater. Ab 1819 studierte er an der Königlichen Veterinär- und Landwirtschaftsuniversität in Kopenhagen unter der Leitung von Erik Nissen Viborg. Nach dem Examen 1823 arbeitete er kurzzeitig als niedergelassener praktischer Tierarzt in Oldesloe, das er noch selben Jahr verließ.
Ein russischer Offizier, der im Bereich von Jessens Praxis Hengste gemustert hatte, empfahl Jessen Nowgorod als neuen Wirkungsbereich. Jessen arbeitete dort anfangs als Tierarzt für die Gardekavallerie und den kaiserlichen Marstall. 1839 bestand er eine Prüfung zum Veterinärarzt I. Ranges. Als 1848 in Dorpat eine Veterinärschule eröffnet wurde, übernahm Jessen die Stellen des Leiters und Direktors der Klinik. Er gab den Direktorenposten 1858 ab und wurde gleichzeitig zum Professor ernannt. Die Klinik leitete er weiterhin. 1873 wurde die Veterinärschule zu einem Veterinärinstitut hochgestuft, an dem Jessen weiterhin als ordentlicher Professor unterrichtete.
Dank seiner relativ guten Ausbildung an der Universität in Kopenhagen konnte Jessen eine Karriere in Russland machen. 1840 trat er in das Komitee für Veterinärmedizin ein und inspizierte in dessen Auftrag Gestüte und kontrollierte deren Organisation. Außerdem beriet er die Regierung in Fragen zur Seuchenbekämpfung. Bis 1883 unterrichtete er an der Dorpater Veterinärschule in deutscher, anschließend in russischer Sprache. Er sprach dabei über innere und äußere Pferdekrankheiten und den Hufbeschlag.
1858 reiste Jessen für längere Zeit durch Deutschland, Frankreich und skandinavische Länder. Dabei sprach er mit dortigen Experten über Fragestellungen der Seuchenpolizei. Außerdem besichtigte und diskutierte er die Einrichtung mehrerer Schulen.

## Werke
Jessen beschäftigte sich in seinen Schriften insbesondere mit der Rinderpest, die sich aufgrund zahlreicher Kriege seit mehr als 150 Jahren von Südostrussland nach Westeuropa hin ausgebreitet hatte. Er schrieb über die Rinderimpfung im Sinne der Kuhpockenimpfung nach dem Modell Edward Jenners und die Organisation von Impfanstalten. Außerdem schilderte er, wie widerstandsfähige Steppenrinder einzukreuzen seien.
Im Bereich der Pferdekrankheiten befasste sich Jessen mit dem Rotz, der Beschälseuche, dem Hufbeschlag und Krankheiten der Hufe. Außerdem beschrieb er, wie das Bildungswesen der Tierärzte ausgebaut werden könne. Als Autor beteiligte er sich an dem von Ernst Friedrich Gurlt und Carl Heinrich Hertwig herausgegebenen Magazin für die Gesammte Thierheilkunde.

## Ehrungen
Jessen trug den Titel eines kaiserlich russischen Staatsrates und bekam mehrere hohe Orden verliehen. Außerdem gehörte er gelehrten russischen Gesellschaften an. Während der 100-Jahr-Feier der Kopenhagener Veterinärschule wurde er zum Kommandeur vom Dannebrog ernannt.